# San Filippo Neri alla Pineta Sacchetti
San Filippo Neri alla Pineta Sacchetti är en kyrkobyggnad i Rom, helgad åt den helige Filippo Neri, präst och ordensgrundare. Kyrkan är belägen vid Via Martino V i quartiere Primavalle och tillhör församlingen San Filippo Neri alla Pineta Sacchetti.
Pineta Sacchetti är ett skogs- och grönområde som ingår i Parco regionale urbano del Pineto, ett naturreservat på cirka 240 hektar.

## Historia
Kyrkan uppfördes åren 1934–1937 efter ritningar av arkitekten Tullio Rossi. Kyrkan konsekrerades den 29 maj 1937 av ärkebiskop (sedermera kardinal) Luigi Traglia.
Kyrkan är en treskeppig basilika. Fasaden föregås av en portik med sju arkadbågar.